# Rombolás
A rombolás egy bűncselekmény, amelyet a büntető törvénykönyv határoz meg.

## A hatályos szabályozás
Aki Magyarország alkotmányos rendjének megzavarása céljából közművet, termelő-, közforgalmi vagy hírközlő üzemet vagy annak berendezését, középületet vagy építményt, termékkészletet, hadianyagot vagy rendeltetésénél fogva hasonlóan fontos más vagyontárgyat megsemmisít, használhatatlanná tesz vagy megrongál, bűntett miatt két évtől nyolc évig terjedő szabadságvesztéssel büntetendő.
A büntetés öt évtől húsz évig terjedő vagy életfogytig tartó szabadságvesztés, ha a rombolás különösen súlyos hátránnyal jár.
Aki rombolásra irányuló előkészületet követ el, három évig terjedő szabadságvesztéssel büntetendő.

### A Btk indokolása szerint
A Btk indokolása a  257. §-hoz az alábbiakat fűzi:

„A rombolás bűncselekményének tárgya Magyarország alkotmányos rendje. Csak szándékosan megvalósítható célzatos bűncselekmény, az elkövető célja Magyarország alkotmányos rendjének megzavarása. A rombolás elkövetési tárgyait a törvényi tényállás felsorolja. A cselekmény akkor büntetendő, ha az elkövető tudata átfogta magatartásának állagsérelmet okozó voltát, felismerte a sértett objektum jellegét, és cselekményét azért hajtja végre, hogy az előre látott, kívánt következmények bekövetkezzenek. A bűncselekmény elkövetési magatartásának háromféle módját határozza meg a törvény: a megsemmisítést, a használhatatlanná tételt és a megrongálást. A cselekmény az ezen magatartások eredményeként létrejövő állagsérelem bekövetkezésével valósul meg. Ha az állagsérelem elmarad, az erre irányuló magatartás csak kísérletet valósít meg. A cselekmény befejezettségéhez az nem szükséges, hogy az alkotmányos rend megzavarása is bekövetkezzék.”

## A korábbi szabályozás
A korábbi Btk. 142. §-a a rombolást a következők szerint szabályozta:
Aki a Magyar Köztársaság alkotmányos rendjének megzavarása céljából közművet, termelő-, közforgalmi vagy hírközlő üzemet vagy annak berendezését, középületet vagy építményt, termékkészletet, hadianyagot vagy rendeltetésénél fogva hasonlóan fontos más vagyontárgyat megsemmisít, használhatatlanná tesz, vagy megrongál, bűntettet követ el, és két évtől nyolc évig terjedő szabadságvesztéssel büntetendő.
A büntetés öt évtől tizenöt évig terjedő vagy életfogytig tartó szabadságvesztés, ha a rombolás különösen súlyos hátránnyal jár.
Aki rombolásra irányuló előkészületet követ el, bűntett miatt három évig terjedő szabadságvesztéssel büntetendő.